# Ficus ilicina
Ficus ilicina är en mullbärsväxtart som först beskrevs av Otto Wilhelm Sonder, och fick sitt nu gällande namn av Friedrich Anton Wilhelm Miquel. Ficus ilicina ingår i släktet fikonsläktet, och familjen mullbärsväxter. Inga underarter finns listade i Catalogue of Life.